# Куповец, Виктор Владимирович
Виктор Владимирович Куповец (27 июня 1963 года) — советский велогонщик, заслуженный мастер спорта СССР (1983). Чемпион мира в индивидуальной гонке преследования на треке (1983), победитель Кубка Европы (1983), чемпион СССР и победитель VIII Спартакиады народов СССР (1983). Рекордсмен мира в индивидуальной гонке преследования на треке (1983).
Велоспортом начал заниматься в 1975 году в Аксае.
Занимался под руководством заслуженного тренера России Владимира Ревы.
В индивидуальной гонке преследования на треке на Чемпионате мира по трековым велогонкам в 1983 году соперником В. Куповца был гонщик из ГДР Бернд Диттерт (de:Bernd Dittert). В результате время, показанное Дитертом — 4.42,15, было более чем на 4 секунды хуже времени В. Куповца — 4.37,89.